# Klein Matterhorn
De Klein Matterhorn is een 3883 meter hoge berg in Zwitserland tussen de Breithorn (4165 m) en de Theodulhorn (3469 m)
De berg is vooral bekend omdat het het hoogste, met een kabelbaan bereikbare punt in de Alpen is. De tocht vanuit Zermatt naar de top duurt ongeveer 40 minuten en wordt jaarlijks door zo'n 500.000 personen gemaakt. Vanaf Klein Matterhorn heeft men uitzicht over 38 vierduizenders zoals de Breithorn, Monte Rosa, Matterhorn en hun uitgestrekte gletsjers.
Het bergstation wordt door alpinisten vaak gebruikt als beginpunt voor tochten naar toppen in het westelijke deel van het Monte Rosamassief zoals Castor en Pollux. Op de gletsjers rondom de berg wordt het gehele jaar geskied, op de Hintertuxer Gletscher na, het grootste zomerskigebied van Europa.